# Maria Teresa Bedós i Garcia-Ciaño
Maria Teresa Bedós Garcia-Ciaño (Sabadell, 1907 - Blanes, 24 de agosto de 1988) fue una pintora española.

## Biografía
Hija de Francesc de Paula Bedós, doctor en medicina. Inició los primeros estudios de dibujo y pintura con Francesc Gimeno, amigo de niñez de su padre. Estudió en la Acadèmia de Belles Arts de Sabadell, donde tuvo como profesores a Joan Vila Cinca y Antoni Vila Arrufat. Más tarde, realizó tres cursos en la Escuela de Bellas Artes de Barcelona con Francesc Labarta.
En 1930 expuso en la Academia de Bellas Artes de Sabadell dibujos y pinturas donde predominaban los paisajes sabadellenses.
Destacó también por su relación con el mundo de la literatura y de la música. Pertenecía a la Asociación de la Música de Sabadell, a l'Esbart Dansaire de Sabadell y a la Escola Cantorum. Se dedicó a la docencia de la danza, sobre todo de raíz tradicional catalana, y también realizó el estudio de las danzas regionales, ámbito donde aconteció especialista en su interpretación.
En 1931 se estableció en Blanes. El cambio de residencia a Blanes significó el cambio temático de sus pinturas, que se transformarían en temas tradicionales marineros y especialmente en marinas.
Su participación en la vida pública volvió a tomar pulso en la década de los cincuenta. En 1957 obtuvo el tercer premio en la II Biennal de Sabadell, realizó una exposición en Gerona, según información del diario Los Sitios, participó en la exposición La Costa Brava y sus pintores en San Felíu de Guixols y participó en el II Concurso de Pintura y Escultura organizado por la Diputación de Gerona. Más adelante, en febrero de 1960, participó en la exposición Artistas gerundenses, que tuvo lugar en Gerona.

## Obra

### Pictórica
Destacó por los paisajes y las marinas. 
Cultivó el óleo y la pintura al fresco. Pintó un fresco alegórico en el ábside de la Ermita de San Juan de Blanes. También realizó murales en la Iglesia de la Sagrada Familia de Blanes y en la Casa Pirretas de Lloret de Mar, entre otras. 
Aparte de los frescos, algunas de sus obras se conservan en el Museo de Historia de Gerona y en el Museo de Arte de Sabadell.

### Literaria
- Adolescent. Ingenuitat, poema presentado en los Juegos Florales de Barcelona de 1931[3]
- Cansoneta en to menor y Dominical, poemas presentados en los Juegos Florales de Barcelona de 1931[4]

## Exposiciones[5]

### Exposiciones individuales
- 1930. Acadèmia de Belles Arts de Sabadell.
- 1944. Acadèmia de Belles Arts de Sabadell.
- 1959. Acadèmia de Belles Arts de Sabadell.

### Exposiciones colectivas
- 1942. Acadèmia de Belles Arts de Sabadell.
- 1943. Acadèmia de Belles Arts de Sabadelll.
- 1944. Acadèmia de Belles Arts de Sabadell.
- 1953. Primer Salón Bienal de Bellas artes. Caixa d'Estalvis de Sabadell.
- 1955. Segundo Salón Bienal de Bellas artes. Caixa d'Estalvis de Sabadell.
- 1957. Tercer Salón Bienal de Bellas artes. Caixa d'Estalvis de Sabadell.
- 1959. Cuarto Salón Bienal de Bellas artes. Caixa d'Estalvis de Sabadell.